# Mistrzostwa świata w piłce nożnej plażowej
Mistrzostwa świata w piłce nożnej plażowej – międzynarodowy turniej piłki nożnej plażowej, w którym biorą udział męskie reprezentacje narodowe federacji należących do FIFA. Pierwsze mistrzostwa odbyły się w 1995 roku w Brazylii. W latach 1995–2009 turniej odbywał się corocznie, od 2011 co dwa lata.
Obecnie w turnieju występuje 16 reprezentacji rywalizujące o tytuł na terenie kraju organizującego mistrzostwa przez okres około dwóch tygodni. Ta faza rozgrywek często nazywana jest finałami mistrzostw świata. Z kolei faza eliminacji, mająca miejsce przed turniejem, wyłania drużyny, które wraz z gospodarzem wystąpią na mistrzostwach świata.
Podczas dotychczas rozegranych 19 turniejów cztery reprezentacje sięgnęły po tytuł. Najbardziej utytułowanym zespołem jest Brazylia, która wygrała czternastokrotnie i jako jedyna brała udział we wszystkich turniejach finałowych. Pozostali zwycięzcy to: Portugalia, Rosja, którzy wygrali dwukrotnie oraz Francja mająca na swoim koncie jeden tytuł mistrzowski w historii.
Reprezentacja Polski dwukrotnie uczestniczyła w mistrzostwach (pierwszy raz w 2006, ostatni w 2017), dwukrotnie zajmując miejsce w fazie grupowej.

## Uczestnictwo
Przydział miejsc na Mistrzostwach świata, a tym samym ile drużyn kwalifikuje się z turniejów regionalnych do mistrzostw świata, został ustalony przez FIFA w 2006 r. w następujący sposób:
| Konfederacja | Kontynent          | Turniej kwalifikacyjny                                                     | Liczba miejsc           |      | Liczba drużyn w turniejach regionalnych | Liczba drużyn w turniejach regionalnych | Liczba drużyn w turniejach regionalnych | Liczba drużyn w turniejach regionalnych | Liczba drużyn w turniejach regionalnych | Liczba drużyn w turniejach regionalnych | Liczba drużyn w turniejach regionalnych | Liczba drużyn w turniejach regionalnych |      |      |  |
| Konfederacja | Kontynent          | Turniej kwalifikacyjny                                                     | Liczba miejsc           | 2006 | 2007                                    | 2008                                    | 2009                                    | 2011                                    | 2013                                    | 2015                                    | 2017                                    | 2019                                    | 2021 | 2023 |  |
| ------------ | ------------------ | -------------------------------------------------------------------------- | ----------------------- | ---- | --------------------------------------- | --------------------------------------- | --------------------------------------- | --------------------------------------- | --------------------------------------- | --------------------------------------- | --------------------------------------- | --------------------------------------- | ---- | ---- |  |
| UEFA         | Europa             | Turniej kwalifikacyjny do mistrzostw świata w piłce nożnej plażowej (UEFA) | 4 zespoły               | 17   | 22                                      | 24                                      | 26                                      | 27                                      | 24                                      | 24                                      | 28                                      | 20                                      | 21   | 20   |  |
| CONMEBOL     | Ameryka Południowa | Mistrzostwa CONMEBOL w piłce nożnej plażowej                               | 3 zespoły               | 6    | 3                                       | 7                                       | 8                                       | 9                                       | 9                                       | 10                                      | 10                                      | 10                                      | 10   | 10   |  |
| AFC          | Azja               | Mistrzostwa Azji w piłce nożnej plażowej                                   | 3 zespoły               | 6    | 6                                       | 6                                       | 7                                       | 11                                      | 16                                      | 15                                      | 14                                      | 15                                      | -    | 16   |  |
| CAF          | Afryka             | Mistrzostwa Afryki w piłce nożnej plażowej                                 | 2 zespoły               | 6    | 8                                       | 8                                       | 9                                       | 9                                       | 8                                       | 20                                      | 15                                      | 8                                       | 7    | 8    |  |
| CONCACAF     | Ameryka Północna   | Mistrzostwa CONCACAF w piłce nożnej plażowej                               | 2 zespoły               | 5    | 4                                       | 4                                       | 6                                       | 8                                       | 10                                      | 16                                      | 16                                      | 16                                      | 12   | 12   |  |
| OFC          | Oceania            | Mistrzostwa Oceanii w piłce nożnej plażowej                                | 1 zespół                | 4    | 4                                       | –                                       | 4                                       | 3                                       | 3                                       | –                                       | –                                       | 5                                       | -    | 4    |  |
| Łącznie      | Łącznie            | Łącznie                                                                    | 15 zespołów + gospodarz | 44   | 47                                      | 49                                      | 50                                      | 67                                      | 70                                      | 85                                      | 83                                      | 74                                      | 50   | 70   |  |

## Wyniki
| L.p. | Rok            | Gospodarz  |  | Finał      | Finał      | Finał      |  | Mecz o 3. miejsce | Mecz o 3. miejsce | Mecz o 3. miejsce | Król strzelców                    |
| L.p. | Rok            | Gospodarz  |  | Mistrz     | Wynik      | Wicemistrz |  | Trzecie miejsce   | Wynik             | Czwarte miejsce   | Król strzelców                    |
| I    | 2005 Szczegóły | Copacabana |  | Francja    | 3:3 k. 1:0 | Portugalia |  | Brazylia          | 11:2              | Japonia           | 12 Madjer                         |
| II   | 2006 Szczegóły | Copacabana |  | Brazylia   | 4:1        | Urugwaj    |  | Francja           | 6:4               | Portugalia        | 21 Madjer                         |
| III  | 2007 Szczegóły | Copacabana |  | Brazylia   | 8:2        | Meksyk     |  | Urugwaj           | 2:2 k. 1:0        | Francja           | 10 Buru                           |
| IV   | 2008 Szczegóły | Marsylia   |  | Brazylia   | 5:3        | Włochy     |  | Portugalia        | 5:4               | Hiszpania         | 13 Madjer                         |
| V    | 2009 Szczegóły | Dubaj      |  | Brazylia   | 10:5       | Szwajcaria |  | Portugalia        | 14:7              | Urugwaj           | 16 Stankovic                      |
| VI   | 2011 Szczegóły | Rawenna    |  | Rosja      | 12:8       | Brazylia   |  | Portugalia        | 3:2               | Salwador          | 14 Andre                          |
| VII  | 2013 Szczegóły | Papeete    |  | Rosja      | 5:1        | Hiszpania  |  | Brazylia          | 7:7 k. 1:0        | Tahiti            | 11 Dmitrij Sziszin                |
| VIII | 2015 Szczegóły | Espinho    |  | Portugalia | 5:3        | Tahiti     |  | Rosja             | 4:2               | Włochy            | 8 Pedro Moran 8 Madjer 8 Noel Ott |
| IX   | 2017 Szczegóły | Nassau     |  | Brazylia   | 6:0        | Tahiti     |  | Iran              | 5:3               | Włochy            | 8 Gabriele Gori                   |
| X    | 2019 Szczegóły | Luque      |  | Portugalia | 6:4        | Włochy     |  | Rosja             | 5:4               | Japonia           | 16 Gabriele Gori                  |
| XI   | 2021 Szczegóły | Moskwa     |  | RFU        | 5:2        | Japonia    |  | Szwajcaria        | 9:7               | Senegal           | 12 Glenn Hodel                    |
| XII  | 2024 Szczegóły | Dubaj      |  | Brazylia   | 6:4        | Włochy     |  | Iran              | 6:1               | Białoruś          | 12 Ihar Bryshtsel                 |
| XIII | 2025 Szczegóły | Victoria   |  | Brazylia   | 4:3        | Białoruś   |  | Portugalia        | 3:2               | Senegal           | 11 Ihar Bryshtsel                 |

## Klasyfikacja medalowa
| Druzna      | I miejsca                                    | II miejsca           | III miejsca                | IV miejsca     |
| ----------- | -------------------------------------------- | -------------------- | -------------------------- | -------------- |
| Brazylia    | 7 (2006, 2007, 2008, 2009, 2017, 2024, 2025) | 1 (2011)             | 2 (2005, 2013)             | -              |
| Rosja (RFU) | 3 (2011, 2013, 2021)                         | -                    | 1 (2019)                   | -              |
| Portugalia  | 2 (2015, 2019)                               | 1 (2005)             | 4 (2008, 2009, 2011, 2025) | 1 (2006)       |
| Francja     | 1 (2005)                                     | -                    | 1 (2006)                   | 1 (2007)       |
| Tahiti      | -                                            | 2 (2015, 2017)       | -                          | 1 (2013)       |
| Włochy      | -                                            | 3 (2008, 2019, 2024) | -                          | 2 (2015, 2017) |
| Urugwaj     | -                                            | 1 (2006)             | 1 (2007)                   | 1 (2009)       |
| Hiszpania   | -                                            | 1 (2013)             | 1 (2000)                   | 1 (2008)       |
| Meksyk      | -                                            | 1 (2007)             | -                          | -              |
| Szwajcaria  | -                                            | 1 (2009)             | -                          | -              |
| Japonia     | -                                            | 1 (2021)             | -                          | 2 (2005, 2019) |
| Białoruś    | -                                            | 1 (2025)             |                            | 1 (2024)       |
| Iran        | -                                            | -                    | 1 (2017)                   | -              |
| Szwajcaria  | -                                            | -                    | 1 (2021)                   | -              |
| Senegal     | -                                            | -                    | -                          | 2 (2021, 2025) |
| Salwador    | -                                            | -                    | -                          | 1 (2011)       |

## Uczestnicy
Stan na rok 2025.
13 występów:
- Brazylia
- Japonia

12 występów:
- Portugalia

10 występów:
- Hiszpania
- Włochy
- Senegal

9 występów:
- Argentyna
- Iran

8 występów:
- Rosja
- Tahiti
- Zjednoczone Emiraty Arabskie

7 występów:
- Urugwaj
- Meksyk
- Stany Zjednoczone

6 występów:
- Nigeria
- Szwajcaria
- Salwador
- Paragwaj
- Oman

5 występów:
- Wyspy Salomona

4 występy:
- Francja
- Białoruś

3 występy:
- Ukraina

2 występy:
- Polska
- Bahrajn
- Kamerun
- Kostaryka
- Wybrzeże Kości Słoniowej

1 występ:
- Australia
- Południowa Afryka
- Tajlandia
- Kanada
- Wenezuela
- Holandia
- Madagaskar
- Bahamy
- Ekwador
- Panama
- Mozambik
- Kolumbia
- Egipt
- Gwatemala
- Seszele
- Chile
- Mauretania